# Sibianor latens
Sibianor latens – gatunek pająka z rodziny skakunowatych.
Gatunek ten został opisany w 1991 roku przez Dimitrija Łogunowa jako Bianor latens. W 1992 roku ten sam autor wraz z Wandą Wesołowską przeniósł ten gatunek do rodzaju Harmochirus. Wreszcie w 2001 roku umieszczony został przez Łogunowa w nowym rodzaju Sibianor.
Samce tego pająka osiągają 1,47 mm długości i 1,1 mm szerokości prosomy oraz 1,5 mm długości i 1,07 mm szerokości opistosomy. U samic wymiary prosomy to 1,89 mm długości i 1,4 mm szerokości, a opistosomy 2,57 mm długości i 1,76 mm szerokości. Samce mają spłaszczony, silnie nabrzmiały w okolicy oczu, ciemnobrązowy karapaks z metalicznym połyskiem w rejonie oczu i kilkoma białymi łuskami za nimi. Ciemno ubarwione nogogłaszczki mają bulbus mniej lub więcej zaokrąglony z cienkim embolusem i pojedynczą, prostą apofizę tibialną. Szczękoczułki, warga dolna i sternum samca są brązowe. Opistosoma zaokrąglona, ciemnobrązowa. Samica ma ciemnobrązowy karapaks z czarną okolicą oczu, białe włoski po bokach prosomy i na nadustku, brązową wargę dolną i szczękoczułki, ciemnoszarą opistosomę, a sternum brązowe z białymi włoskami.
Skakun spotykany na trawie i w ściółce, w lasach i na terenach zalewowych.
Gatunek o rozsiedleniu południowosyberyjsko-mandżurskim. Zamieszkuje Rosję, od Tuwy po Kraj Nadmorski.